# Désinences en grec ancien
Cette page contient des caractères spéciaux ou non latins. S’ils s’affichent mal (▯, ?, etc.), consultez la page d’aide Unicode.
Pour un article plus général, voir Conjugaisons du grec ancien.
Cet article fait partie de Conjugaisons du grec ancien, dont la lecture est nécessaire pour la compréhension de ce qui suit.

## Système fondamental
Il existe principalement quatre jeux de désinences dans les conjugaisons du grec ancien, qui se divisent entre désinences primaires et secondaires pour l'indicatif principalement (les primaires servant aux temps inaccomplis, les secondaires pour les accomplis), lesquelles existent à l'actif et au médio-passif.
Le système est loin d'être entièrement régulier : un mode comme l'optatif, par exemple, n'utilise que des désinences secondaires alors qu'il ne connaît aucune opposition temporelle.
| Personnes | Personnes | Actif           | Actif             | Médio-passif | Médio-passif |
| Personnes | Personnes | primaires       | secondaires       | primaires    | secondaires  |
| --------- | --------- | --------------- | ----------------- | ------------ | ------------ |
| Singulier | 1         | -ω, -μι         | *-μ → -ν, -v → -α | -μαι         | -μην         |
| Singulier | 2         | -εις, *-σι → -ς | -ς                | -σαι         | -σο          |
| Singulier | 3         | -ει, -τι → -σι  | *-τ → -Ø          | -ται         | -το          |
| Pluriel   | 1         | -μεν            | -μεν              | -μεθα        | -μεθα        |
| Pluriel   | 2         | -τε             | -τε               | -σθε         | -σθε         |
| Pluriel   | 3         | *-ντι → -(ου)σι | *-ντ → -ν, -σαν   | -νται        | -ντο         |
| Duel      | 2 et 3    | -τον            | -την              | -σθον        | -σθην        |

### Remarques
Ce tableau est un modèle théorique : il faut donc noter la présence de désinences précédées de l'astérisque qui, en linguistique, est la marque d'une forme non attestée mais déduite. De même, le jeu des altérations phonétiques donne souvent naissance à des formes secondaires. Enfin, le thème statique utilise souvent des désinences qui lui sont propres. Les désinences notables du tableau sont les suivantes (on se contentera de simples remarques comparatistes, le développement complet étant à sa place dans l'article Système verbal de l'indo-européen).

#### Primaires actives athématiques et thématiques du singulier
Dans les athématiques (verbes en -μι), pour des raisons secondaires, -σι a été remplacé par -ς simple et -τι évolue naturellement en -σι par assibilation en ionien-attique (langue d'Athènes).
Les thématiques du singulier (-ω, -εις et -ει) sont des formes agglutinées complexes comprenant la voyelle thématique (voir plus bas) :
- la fausse désinence -ω est un allongement de la voyelle thématique, comparable au latin -ō (am-ō) ;
- -εις provient de *-e-s (*e étant la voyelle thématique), refaite en -εις par contamination avec la 3e personne ;
- -ει est une diphtongue issue par coalescence de *-e+i (où *e est la voyelle thématique) ;

Les désinences primaires actives, thématiques ou non, se caractérisaient par l'emploi d'un suffixe indo-européen *-i (qu'on peut considérer comme un ancien adverbe d'actualisation signifiant « ici et maintenant »). 
Il se retrouve tel quel en sanskrit, dont les trois premières personnes actives primaires sont -mi, -si, -ti ; le hittite utilise aussi ce suffixe : -mi, -si, -zi [ʦi] (venant d'une palatalisation de /ti/), de même que le vieux slave : -mĭ et -si (forme refaite à partir de -sĭ ; la troisième personne est divergente) pour les athématiques, -ǫ (venant de *o-mi) et -e-ši (e étant la voyelle thématique) pour les thématiques.

#### Secondaires actives du singulier
La consonne -μ ne se rencontre pas en fin de mot, en raison d'une évolution phonétique propre au grec : toutes les nasales finales sont neutralisées en -ν.
De plus, elle se vocalise en -ᾰ après consonne : *Cn# → Că# ; d'une manière similaire, *-τ en position finale ne se conserve pas : la 3e personne du singulier n'a donc pas de désinence.

#### Secondaires actives du pluriel
Un *-τ en position finale ne se conservant pas, *-ντ évolue naturellement en -ν. La désinence -σαν est complexe. Il s'agit d'une forme secondaire mais très productive issue d'une métanalyse. Alors qu'on a à la première personne de l'aoriste sigmatique (consulter cette section) une forme héritée *-s-m devenant *-s-ă -σα (en raison de la vocalisation dont il a été fait mention), les locuteurs ont réinterprété -σα comme étant la marque de l'aoriste, perdant de vue qu'il s'agissait d'un suffixe aspectuel suivi d'une désinence. À la troisième personne du pluriel, on a simplement ajouté le -ν final attendu, ce qui a donné naissance à une forme hybride -σαν. La forme héritée attendue aurait cependant été, pour l'aoriste sigmatique, -σα, venant de *-s-nt (avec vocalisation de /n/ et chute de /t/ final), laquelle aurait été ambiguë.

#### Médio-passives de2epersonnedu singulier après voyelle
Les désinences -σαι et -σο sont les plus aptes à être altérées pour des raisons phonétiques. En effet, dès qu'elles se trouvent après une voyelle (la voyelle thématique, par exemple), le sigma intervocalique, conformément aux règles phonétiques grecques, s'amuït. Les voyelles en contact, ensuite, se contractent (consulter aussi règles de contractions vocaliques en grec ancien). Les formes concernées seront indiquées dans les tableaux récapitulatifs.

#### Primaire active de3epersonnedu pluriel après voyelle
Toujours pour des raisons phonétiques, la désinence *-ντι ne se maintient pas, d'autant moins après voyelle. Elle subit plusieurs altérations :
- assibilation de /t/ devant /i/ : *-ντι → *-νσι ;
- amuïssement de /n/ devant /s/ avec allongement compensatoire de la voyelle précédente (/o/ quand il s'agit de la voyelle thématique) : *-ο-νσι → -ō-σι. Cet ō (long et fermé) est noté en ionien-attique au moyen de la fausse diphtongue ου, qui ne se lit cependant pas [u] mais bien [oː] : *λύ-ο-ντι → λύ-ου-σι [lýoːsi].

Au subjonctif, la voyelle thématique étant longue et ouverte (car ancienne : les voyelles longues fermées sont en effet plus récentes en ionien-attique), elle n'est pas plus allongée et reste ω : *λύ-ω-ντι → λύ-ω-σι.

#### Νῦéphelcystique
Quand la terminaison d'un verbe est un simple -ε ou -σι, elle reçoit un νῦ éphelcystique devant un mot débutant par une voyelle ou en fin d'énoncé. On le note (ν) dans les tableaux de conjugaison.

#### Désinences de duel
Ces désinences sont données à titre indicatif : elles restent très rares. De plus, aux temps secondaires la 2e personne peut être identique à la 2e personne primaire (-την peut être remplacé par -τον et -σθην par -σθον).

## Autres désinences
N'entrent pas dans ce système les désinences suivantes.

### Statique (parfait) actif singulier de l'indicatif
Les désinences sont anciennes mais la 2e ne s'utilise que pour certains verbes, au singulier :
- 1re -α ;
- 2e -θα ;
- 3e -ε.

La majorité des verbes utilise au parfait des désinences confondues avec celles de l'aoriste, qui sont relativement proches : en effet, le -α de 1re personne de l'aoriste, qui repose sur un *m vocalisé, est identique phonétiquement au -α du parfait, venant de l'indo-européen *-ħ2e. De même le -ε de 3e personne du statique se trouve fortuitement être identique à celui d'aoriste (ou, plutôt, l'aoriste a emprunté cette désinence au parfait).
En sorte, seule la deuxième personne peut s'avérer problématique. Cette désinence, que l'on retrouve en sanskrit sous la forme -tha, et peut-être en latin -stī , remontant à *tħ2e en indo-européen, se rencontre en grec pour les verbes suivants, principalement :
- οἶδ-α, « je sais (pour l'avoir vu) », qui est une forme de statique (parfait) tirée du radical indo-européen *wid- pour « voir » (cf. latin vid-eo, « je vois », sanskrit ved-a, « j'ai vu → je sais » et « connaissance (ce que j'ai vu) »). Sa deuxième personne fait οἶσ-θα (de *woid-tha, par évolution régulière des dentales en contact. Cf. sanskrit vét-tha, qui suit une autre évolution mais provient aussi de *woid-tha). L'imparfait de ce verbe (en fait un statique accompli, ou plus-que-parfait), fait ᾔδησ-θα ;
- εἰ-μί, « je suis », verbe athématique (en -μι) dont l'imparfait est un ancien statique (parfait) : sa deuxième personne est ἦσ-θα ;
- φη-μί, « je dis », verbe du même type que le précédent a un imparfait issu d'un ancien statique dont la deuxième personne est ἔφησ-θα (il existe d'autres formes).

On trouve sporadiquement chez Homère et d'autres poètes, dans une langue archaïque, la désinence -θα servant pour le présent de l'indicatif.
Dans tous les autres cas, les désinences de statique sont confondues avec celles de l'aoriste, à savoir -α, -ας, -ε (rappelons que le -α- de l'aoriste n'est pas hérité mais procède d'une métanalyse).

### Impératif
Anciennes particules, les désinences de l'impératif, qui reste un mode en dehors du système modal classique créé à partir du thème d'imperfectif (présent), sont particulières.

#### Actif
- 2e sg. athématique : -θι ;
  - Cette désinence ancienne remonte à l'indo-européen *dʰi ; on la retrouve en sanskrit sous la forme -dhi, -hi après voyelle : e-dhi (de *as-dhi après chute de /s/ devant dh entraînant l'allongement compensatoire de /a/), « sois ! », du verbe as-, « être », que l'on peut comparer au grec ἴσ-θι, même sens, de εἰμί, « être » ; les deux formes proviennent de *ħ1(e)s-dhi (la voyelle ἰ- du grec n'est cependant pas claire) ;
- 2e sg. thématique : pas de désinence ;
- 3e sg. : -τω : on peut la comparer au -tō latin (impératif futur mais à la 2e personne), venant sans doute de *-tōd, ablatif du démonstratif *to- (qui fournit des formes de l'article grec : τὸν à l'accusatif, par exemple, ou encore le latin is-tu-d, sanskrit tám à l'accusatif, etc.). Si c'est le cas, il est possible de considérer que ce démonstratif accolé au verbe se traduisait par « à partir de maintenant ». Cette explication est aussi justifiée par le fait que cette fausse désinence ne dénote pas une personne particulière (2e pour le latin, 3e pour le grec) ;
- 2e pl. : -τε : c'est la désinence primaire ou secondaire active ;
- 3e. pl. : -ντων. Il y a là un croisement entre les désinences actives primaire -ντι et secondaire -ν avec la fausse désinence -τω. Dans d'autres dialectes qu'en ionien-attique, on trouve des formes à simple croisement : -ντω ainsi que -των (désinence présente en ionien-attique dans le verbe εἰμί : ἔσ-των, « qu'ils soient ! »).
- 3e pl. : -τω-σαν. Cette désinence complexe et secondaire (dont le morphème -σαν est tiré, encore une fois, de l'aoriste) apparaît en grec à partir du Ve siècle avant l'ère chrétienne. Elle devient fréquente à la période hellénistique et remplace la précédente dans la koinè.

#### Médio-passif
- 2e sg. : -σο : c'est la désinence secondaire médio-passive ;
- 3e sg. : -σθω : il s'agit d'une désinence originale créée par analogie avec l'actif -τω ;
- 2e. pl. : -σθε : désinence secondaire médio-passive ;
- 3e. pl. : -σθων : encore une désinence originale créée par ajout du -ν final de pluriel que l'on a déjà rencontré à la désinence de singulier -σθω ;
- 3e pl. : -σθω-σαν : comme -τω-σαν, elle est de même origine (extension de la terminaison secondaire d'aoriste) et remplace -σθων à partir de la koinè.

### Participe et infinitif
Ces deux modes sont en fait plus proche du système nominal que du système verbal : le participe, même, se décline. On traitera donc les différentes formes du participe avec les déclinaisons. Cependant, ils sont particulièrement bien insérés dans le reste du système verbal : ils possèdent tous les thèmes aspectuels attendus et peuvent même recevoir les particules modales comme ἂν.
Pour l'infinitif, il suffit de savoir qu'il existe plusieurs désinences possibles, qui sont en fait des suffixes de dérivation permettant de construire des noms verbaux, invariables en grec.

#### Actif
- -σεν est le suffixe plus fréquent. Il se rencontre après la voyelle thématique et, un sigma entre deux voyelles s'amuïssant, la contraction entre cette voyelle et le suffixe donne -ειν (*-ε-σεν → -ε-εν → -ειν). Dans ce cas ει est une fausse diphtongue notant un [eː] et non une diphtongue réelle [ei]. Cette désinence se retrouve en sanskrit (-san) et en hittite (-sar / -snas, suffixe hétéroclitique). Le latin possède un ancien *-se passé à -re par rhotacisme ;
- -ναι se rencontre autant pour des formes thématiques qu'athématiques. L'aoriste, encore une fois, ayant étendu le marqueur -σα, le suffixe d'infinitif est -σαι.

#### Médio-passif
- -σθαι est le suffixe le plus courant ;
- ναι est utilisé exclusivement s'il suit directement le marqueur passif -θη-. On ne le rencontre donc qu'au thème d'aoriste.

Retourner à Conjugaisons du grec ancien.